# Weiße Spitze
Die Weiße Spitze ist mit einer Höhe von 2962 m ü. A. der höchste Berg der Villgratner Berge. Sie liegt südlich von St. Jakob in Defereggen und östlich der österreichisch-italienischen Grenze.
Der unmittelbare Nachbargipfel westlich der Weißen Spitze ist die etwas niedrigere Rote Spitze (2956 m). Die Namensgebung beider Gipfel ist aber nicht eindeutig. Hier wird die Sicht des Bundesamts für Eich- und Vermessungswesen wiedergegeben. Nach Ansicht der Bewohner des Defereggentales werden die Bergnamen allerdings vertauscht, die Rote Spitze wäre danach die östliche und höhere. 
(Zur Namensproblematik und zur Verwechslung von Weißer und Roter Spitze siehe auch den Abschnitt Höchster Gipfel in Villgratner Berge.)
Die Weiße Spitze (2962 m, östlicher Gipfel der beiden genannten) kann auf markiertem Weg nur vom hinteren Villgratental aus bestiegen werden (Kletterschwierigkeit II-), auf einem vom Aufstieg zur Roten Spitze völlig separaten Weg.